# Fondo de Inversión Pública
El Fondo de Inversión Pública (en inglés: Public Investment Fund, PIF; árabe: صندوق الاستثمارات العامة) es el fondo soberano de Arabia Saudita. Se encuentra entre los fondos soberanos más grandes del mundo, con activos totales estimados en 925 mil millones de dólares (726,3 mil millones de libras esterlinas). Fue creado en 1971 con el propósito de invertir fondos en nombre del Gobierno de Arabia Saudí. El fondo de riqueza está controlado por el príncipe heredero Mohammed bin Salman, gobernante de facto de Arabia Saudita desde 2015.
Más del 60% de las actividades del fondo se realizan dentro de Arabia Saudita. Dentro de Arabia Saudita, las inversiones del fondo se destinan principalmente a conglomerados privados propiedad de prominentes familias empresariales sauditas que tienen estrechos vínculos con la familia gobernante saudí. Fuera de Arabia Saudita, las inversiones del fondo en destacados activos extranjeros como el club de fútbol de la Premier League Newcastle United han generado controversia debido a la falta de transparencia del fondo y al estrecho control por parte del gobierno saudita, que a su vez ha enfrentado importantes críticas por la falta de los derechos humanos en el país.

## Historia

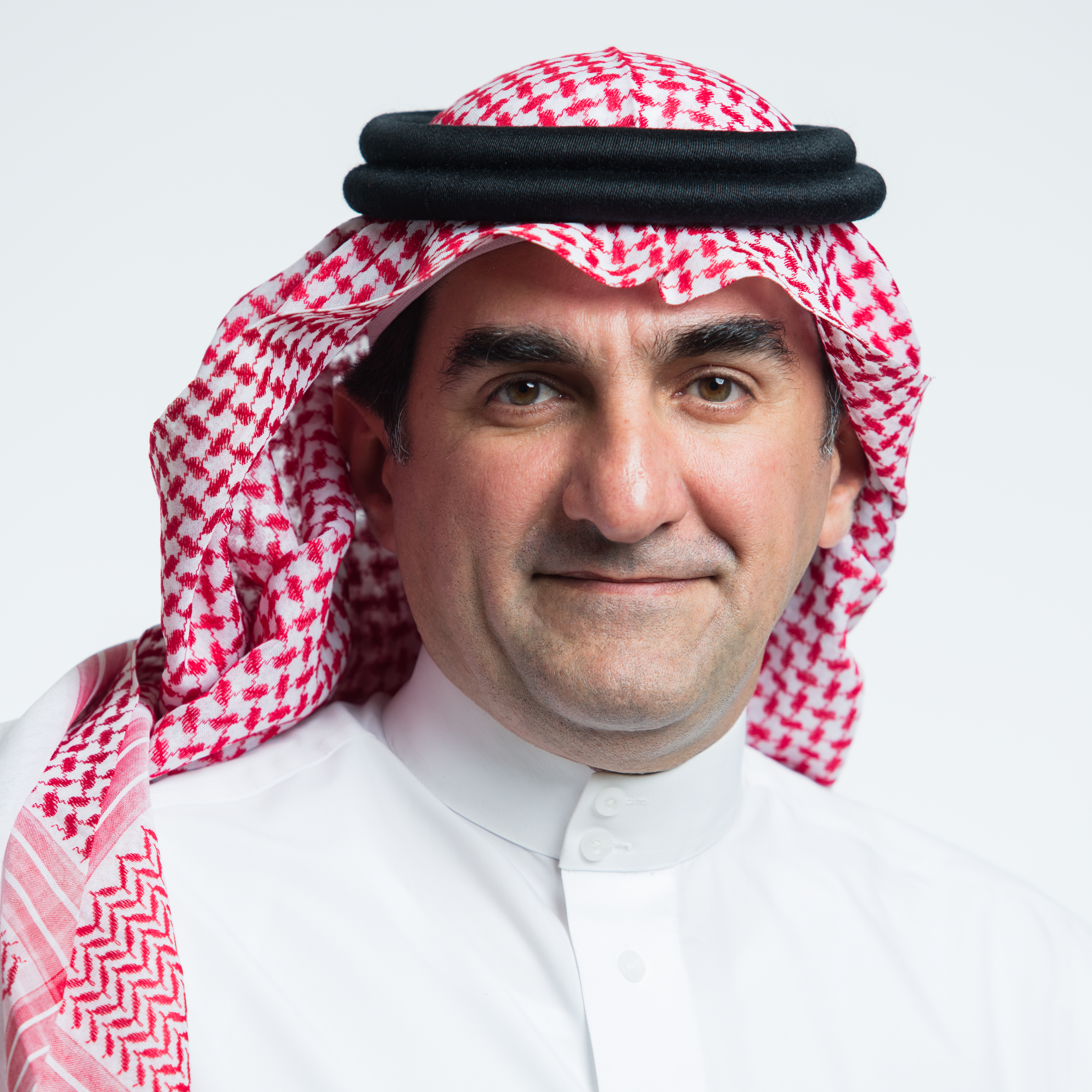
El gobernador del PIF, Yasir Al-Rumayyan en 2016.

El Fondo de Inversión Pública de Arabia Saudita (PIF) fue establecido por el Rey Fáisal bin Abdulaziz en 1971 mediante el Real Decreto M/24 con la intención declarada de proporcionar apoyo financiero para proyectos de importancia estratégica para la economía nacional. Durante gran parte de su historia, el PIF fue una entidad pasiva que supervisaba el capital del Estado saudí en las empresas cotizadas. Cuando los petroestados vecinos comenzaron a utilizar sus fondos soberanos para ejercer influencia, Arabia Saudita los siguió. El PIF amplió su personal de 50 en 2015 a casi 500 en 2018.
En julio de 2014, el Consejo de Ministros otorgó al PIF autoridad para financiar nuevas empresas dentro y fuera del Reino, ya sea de forma independiente o en cooperación con los sectores público y privado, sin la aprobación previa del consejo. En marzo de 2015, la supervisión del PIF pasó del Ministerio de Finanzas al Consejo de Asuntos Económicos y de Desarrollo (CEDA). Como parte de este proceso, se nombró un nuevo PIF, presidido por el príncipe heredero Mohammed bin Salman. La junta dice que PIF está alineado con la Saudi Vision 2030 del gobierno con el objetivo de diversificar la economía. Para reforzar los recursos del PIF y ayudar en la financiación de inversiones en empresas extranjeras como Uber y Tesla, el PIF recibió efectivo del Banco Central Saudita, emitió deuda y se benefició de los ingresos de la privatización de activos del estado saudí.
En 2022, se transfirió al PIF una participación del 4% en la propiedad de Saudi Aramco, lo que se repitió en 2023 como parte del plan del fondo para aumentar los activos bajo gestión a más de 1 billón de dólares para 2025. Las acciones de la segunda participación del 4% en 2023 estaban valorados en alrededor de 78 mil millones de dólares. La medida tenía como objetivo aprovechar los precios más altos de los hidrocarburos para financiar la expansión del PIF en su objetivo general de diversificar las inversiones.
Un informe de 2021 de Global SWF encontró que la puntuación de Gobernanza, Sostenibilidad y Resiliencia (GSR) de PIF había aumentado un 12% a una puntuación general del 40% (de 100%) ese año. Esto se atribuyó en parte al hecho de que PIF había comenzado a crear un equipo ESG (ambiental, social y de sostenibilidad) dedicado. El fondo logró una rentabilidad anual de alrededor del 8% entre 2018 y 2022.

## Proyectos de inversión
El PIF tiene una participación del 38% en Posco Engineering & Construction Co., una participación del 5% en Uber (por 3.500 millones de dólares) y una participación del 5% en las empresas de videojuegos Capcom y Nexon (por 1.000 millones de dólares). En marzo de 2016, se anunció que la propiedad de Saudi Aramco se transferiría al PIF y que el Reino buscará cotizar el 5 por ciento de las acciones de Aramco para 2017. El PIF es propietario de Qiddiya, encabeza la Red Sea Project para complejos turísticos de playa de lujo, y es propietario de la sociedad anónima cerrada denominada Neom. PIF posee una participación del 5,7% (valorada en 500 millones de dólares) en el distribuidor de conciertos Live Nation. En 2020, PIF compró participaciones minoritarias en las principales empresas estadounidenses, incluidas Boeing, Meta Platforms (entonces Facebook) y Citigroup. PIF reveló una participación de 713,7 millones de dólares en Boeing, alrededor de 522 millones de dólares en Citigroup, una participación de 522 millones de dólares en Facebook, una participación de 495,8 millones de dólares en Disney y una participación de 487,6 millones de dólares en Bank of America. También reveló una pequeña participación en Berkshire Hathaway. PIF también reveló una participación de 827,7 millones de dólares en la compañía petrolera BP. En 2020, PIF compró una participación del 2,32% (valorada en 1.500 millones de dólares) en Jio Platforms de la India, y redujo sus tenencias en acciones estadounidenses a 7.000 millones de dólares desde 10.100 millones de dólares en el tercer trimestre. En cambio, dejó una participación de 2.700 millones de dólares en Uber.
En 2016, SoftBank Group y PIF anunciaron que establecerían un SoftBank Vision Fund cuyo objetivo es invertir hasta 45 mil millones de dólares en cinco años en el sector tecnológico. El Grupo SoftBank confirmó que durante el año fiscal 2019-2020, el Vision Fund, en el que Arabia Saudita invirtió 45 mil millones de dólares, incurrió en una pérdida calculada en 17,7 mil millones de dólares, después de que se amortizara el valor de las inversiones. Las pérdidas estaban relacionadas con las inversiones en WeWork y Uber Technologies Inc. En los 39 años de historia de SoftBank, los fondos respaldados por Arabia Saudí pagaron al grupo las peores pérdidas de su historia, donde las pérdidas totales de la compañía ascendieron a 1,36 billones de yenes (más de 12.500 millones de dólares).
Durante el Foro de directores ejecutivos saudí-estadounidenses de 2017, que fue parte del viaje oficial del presidente norteamericano Donald Trump a Arabia Saudí PIF anunció planes para "invertir 40 mil millones de dólares en proyectos de infraestructura, principalmente en Estados Unidos", Blackstone, cuyo director ejecutivo y fundador, Stephen A. Schwarzman, uno de los principales partidarios de Trump, firmó un memorando no vinculante mediante el cual el PIF comprometió 20 mil millones de dólares para el proyecto. Durante el Foro de CEO Estados Unidos-Arabia Saudita, se anunciaron acuerdos de armas, incluido el compromiso de "ensamblar 150 helicópteros Black Hawk de Lockheed Martin" en Arabia Saudita, lo que representa 450 puestos de trabajo en Arabia Saudita" como parte del "acuerdo de 6 mil millones de dólares para Black Hawks".
En octubre de 2017, se anunció que PIF tendría como objetivo aumentar sus activos bajo gestión a más de 400 mil millones de dólares y crear más de 20.000 nuevos empleos para 2020. Al-Rumayyan presentó una nueva estrategia de inversión para el fondo, basado en cuatro objetivos: maximizar activos, invertir en nuevos sectores, localizar tecnologías y desarrollar asociaciones económicas. También dijo que PIF se endeudaría de manera conservadora para financiar activos específicos y buscaría nuevas asociaciones como las de Blackstone y SoftBank.
En septiembre de 2018, Al-Rumayyan anunció el primer paso del PIF para incorporar préstamos e instrumentos de deuda en su estrategia a largo plazo, con una línea de crédito de 11 mil millones de dólares. El mes siguiente dijo que el fondo tendría como objetivo aumentar el porcentaje de activos internacionales en su cartera del 10% al 50% para 2030.
En el Instituto Milken en Abu Dhabi en febrero de 2019, Al-Rumayyan anunció que PIF abriría nuevas oficinas en Londres, Nueva York y San Francisco, y aumentaría su fuerza laboral de 450 a 700 trabajadores para fines de 2019. También dijo que el fondo invertiría en proyectos de energía renovable en Arabia Saudita, incluida la fabricación local de paneles solares.
En marzo de 2019, se reveló que PIF pagó a una empresa de comunicaciones de Nueva York, Karv Communications, 120.000 dólares al mes para reparar la reputación dañada de los saudíes tras el asesinato de Jamal Khashoggi.
En 2021, compraron participaciones en las empresas estadounidenses de videojuegos Electronic Arts, Take-Two Interactive y Activision Blizzard. En mayo de 2022, compraron una participación del 5% en la empresa japonesa de videojuegos Nintendo, y al mes siguiente, una participación del 8% en Embracer Group con una inversión de mil millones de dólares.
PIF poseía una importante participación indirecta en Twitter antes de que Elon Musk la adquiriera, aunque muchos saudíes que utilizan la plataforma para la disidencia política y el activismo son arrestados y encarcelados arbitrariamente.
En noviembre de 2023, PIF adquirió una participación del 10% en el aeropuerto de Heathrow después de que Ferrovial vendiera su 25%. El 15% restante fue adquirido por Ardian.
PIF adquirió una participación del 49% en Rocco Forte Hotels en diciembre de 2023, valorando el grupo hotelero en 1.400 millones de libras
En 2024, PIF adquirió una participación del 38% de HOLON Gmbh, Alemania. HOLON es una filial del grupo Benteler. HOLON lanzará en 2026 el primer transbordador eléctrico autónomo del mundo con estándares automotrices.